# Universidade Federal de Sergipe

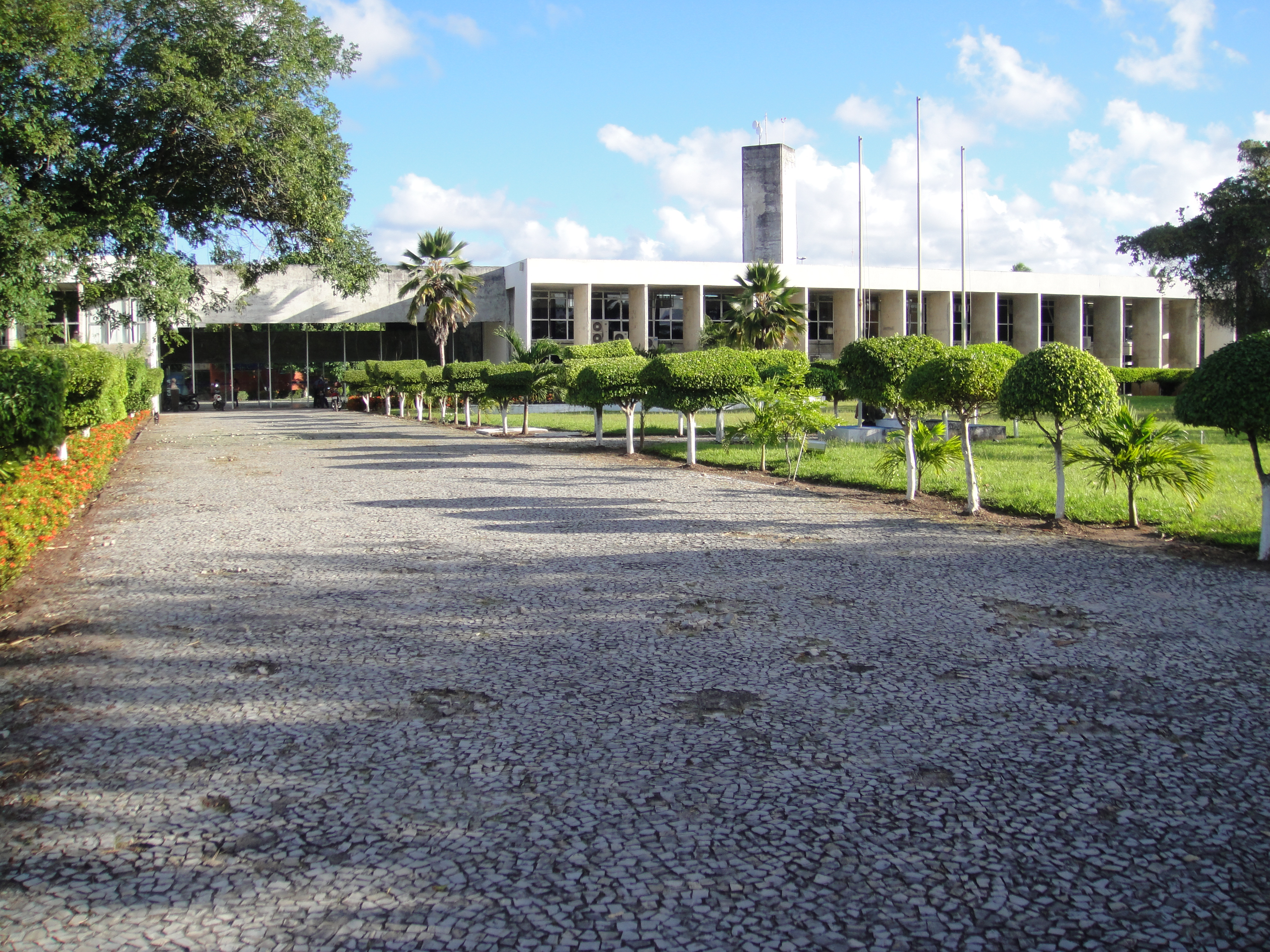
Blick auf das Rektoratsgebäude der UFS

Die Universidade Federal de Sergipe, UFS Bundesuniversität von Sergipe (deutsch Bundesuniversität von Sergipe) ist eine 1963 gegründete bundesstaatliche öffentliche Universität im brasilianischen Bundesstaat Sergipe mit Sitz in São Cristóvão.
An der Universität lehren etwa 492 Dozenten; die Studentenzahl liegt bei etwa 13.300. Universitätsrektor ist Angelo Roberto Antoniolli.

## Geschichte
Erste Hochschuleinrichtungen begannen in Sergipe im Jahre 1920, 1950 wurden die Escola de Ciências Econômicas und die Escola de Química gegründet, 1951 folgten eine Faculdade Católica de Filosofia und die Faculdade de Direito, die Rechtsfakultät. Weitere Gründungen waren 1954 die Escola de Serviço Social und 1961 die Faculdade de Ciências Médicas. Diese Einrichtungen wurden im Jahre 1963 zur Bundesuniversität von Sergipe zusammengefasst.
Die Universität bietet ein vielfältiges Spektrum an Kursen der Graduierten- und Postgraduierten-Stufe an.

## Struktur
Ursprünglich verteilte sich die Universität auf vier Campus, inzwischen ist eine weitere Außenstelle hinzugekommen.
- Campus Aracaju  mit Universitätsklinikum
- Campus São Cristóvão
- Campus de Lagarto - Campuslag in Lagarto
- Campus de Laranjeiras - Campuslar in Laranjeiras
- Campus do Sertão - Campusser in Nossa Senhora da Glória

Weitere Einrichtungen sind
- Campus Professor Alberto Carvalho - Camusita
- Centro de Ciências Agrárias Aplicadas - CCAA
- Centro de Ciências Biológicas e da Saúde - CCBS
- Centro de Ciências Exatas e Tecnologia - CCET
- Centro de Ciências Socias Aplicadas - CCSA
- Centro de Educação e Ciências Humanas - CECH
- Programa Multidisciplinar em Tecnologia de Petróleo, Gás Natural e Biocombustíveis - PRH45 in São Cristóvão

## Alumni
Die Universität war die Alma Mater von drei Gouverneuren, sieben Bürgermeistern der Landeshauptstadt Aracaju und des Präsidenten des Obersten Gerichtshofs Brasiliens und des Exekutivdirektors der Weltbank.